# Liste der Monuments historiques in Saint-Christophe (Charente-Maritime)
Die Liste der Monuments historiques in Saint-Christophe (Charente-Maritime) führt die Monuments historiques in der französischen Gemeinde Saint-Christophe auf.

## Liste der Objekte
Zum Verständnis siehe: Kirchenausstattung

### Kirche St-Christophe
| Bezeichnung | Beschreibung                                                                                          | Standort | Kennzeichnung | Schutzstatus | Datum | Bild |
| ----------- | --- | -------- | ------------- | ------------ | ----- | ---- |
| Hochaltar   | Altar, Tabernakel und Expositionsnische; Holz, farbig gefasst und vergoldet, 18. oder 19. Jahrhundert | (Lage)   | PM17000362    | Classé       | 1980  |      |
| Retabel     | Retabel des Hochaltars; Holz, farbig gefasst, vor 1718                                                | (Lage)   | PM17000707    | Classé       | 1980  |      |
| Glocke      | Bronze, 1728 gegossen                                                                                 | (Lage)   | PM17001984    | Inscrit      | 2003  |      |